# Stephan Nuding
Stephan Nuding (* 1961 in Köln-Lindenthal) ist ein deutscher Regionalhistoriker, Schriftsteller und politischer Aktivist.

## Beruf und Privatleben
Nuding, der Historiker ist, lebt als freier Schriftsteller in Bergisch Gladbach im Bergischen Land und publiziert vor allem zu dortigen regionalhistorischen Themen unter anderem Sachbücher sowie belletristische Werke.

## Politische Tätigkeit
Nuding wurde etwa 2008 insbesondere als Aktivist und Geschädigter des Contergan-Skandals bekannt. 2008 trat er mit seiner Mutter und weiteren Personen in einen 28-tägigen Hungerstreik.
Nuding betätigte sich zudem vereinzelt rechts bis rechtsextremistisch.
Im Juli 2021 wurde Nuding vom Amtsgericht Köln wegen Volksverhetzung zu einer Geldstrafe von 4.800 Euro verurteilt. Nach Überzeugung des Amtsgerichts hatte er im Jahr 2019 in seinem Wohnviertel Aufkleber mit ausländer- und islamfeindlichem Inhalt an Straßenlaternen angebracht, die den Tatbestand der Volksverhetzung erfüllten. Verteidigen ließ sich Nuding von der Rechtsanwältin Nicole Schneiders, die dem Rechtsextremismus zugehörig gilt.
Nuding war zudem ab 1994 Mitbegründer und zweiter Vorsitzender des rechtsgerichteten Vereins „Konservative Sammlung e. V.“ (Amtsgericht Hannover, VR 6655). Der Verein wurde 2000 wieder aufgelöst. Zusammen mit dem ersten Vorsitzenden Dieter von Glahn veröffentlichte Nuding 1994 im rechtsextremistischen Grabert Verlag das Werk „Patriot und Partisan – für Freiheit und Einheit“.

## Werke (Auswahl)
- Dieter von Glahn, Stephan Nuding: Patriot und Partisan, für Freiheit und Einheit. Grabert Verlag, Tübingen 1994, ISBN 3-87847-138-6, S. 208 (eingeschränkte Vorschau in der Google-Buchsuche).
- Thomas Doell, Stephan Nuding: Leben braucht Sinn!. Sinnlify your Life. Das Lebensrad eines sinnvollen und glücklichen Lebens. Bücken und Sulzer Verlag, Overath 2005, ISBN 978-3-936405-32-3.
- Auf den Straßen unserer Urahnen. Verlag M. Naumann, Hanau 2005, ISBN 978-3-936622-60-7.
- Profit vor Menschenrecht – Die Geschichte des Conterganverbrechens vom Dritten Reich bis heute. Verlag Dr. Rath Health Foundation, 2011, ISBN 978-90-76332-71-0.